# 我们的紫荆花
《我们的紫荆花》是人民日报新媒体、电影频道融媒体中心、1905电影网主办的庆祝香港回归祖国25周年“云歌会”，由王祖蓝、蓝羽主持，于2022年6月27日晚20:00网络直播，历时四小时。

## 节目内容

### 紫荆花开情常在
- 主题讲述《我们的紫荆花》
- 歌曲《笑看风云》（电视剧《笑看风云》歌曲） 演唱：陈松伶
- 歌曲《留痕》（电视剧《鉴证实录》歌曲）演唱：刘恺威
- 歌曲《如果·爱》（电影《如果·爱》歌曲）  演唱：袁娅维
- 歌曲《亲密关系》（电影《行运一条龙》歌曲） 演唱：卢靖姗
- 特别策划：成龙·我们的紫荆花
- 主题讲述《漫漫人生路》
- 歌曲《上海滩》（电视剧《上海滩》歌曲）演唱：吕良伟
- 歌曲《漫漫人生路》（电影《金玉满堂》歌曲）演唱：钟镇涛
- 歌曲《女人本色》（电视剧《陀枪师姐》主题曲）演唱：郑希怡
- 主题讲述《沧海一声笑》
- 歌曲《沧海一声笑》（电影《笑傲江湖》歌曲） 演唱：蔡程昱、杜江，鼓表演：赵牧阳，古筝表演：蓝羽
- 歌曲《笑红尘》（电影《东方不败之风云再起》歌曲）演唱：曾黎、陈都灵
- 歌曲《归去来》（电视剧《神雕侠侣》中国大陆版主题曲）演唱：李若彤、胡兵
- 歌曲《黄》/《黄种人》（电视剧《小鱼儿与花无缺》歌曲） 演唱：关智斌、白举纲
- 歌曲《潇洒走一回》（电视剧《京城四少》歌曲）演唱：周海媚
- 演奏《听见国乐：峡谷·铁血丹心》（电视剧《射雕英雄传之铁血丹心》歌曲）  表演：峡谷国乐团
- 特别策划：陈嘉上·英雄精神
- 短片：文艺界名人庆祝香港回归祖国25周年：李冰冰

### 紫刑花开正烂漫
- 主题讲述《狮子山下》
- 歌曲《东方之珠》演唱：温碧霞、许靖韵、泳儿
- 歌曲《如愿》（电影《我和我的父辈》歌曲）演唱：周旋
- 特别策划：周星驰祝福
- 歌曲《世间始终你好》（电视剧《射雕英雄传》歌曲）演唱：曾比特、炎明熹
- 歌曲《分分钟需要你》 演唱：邓孝慈
- 歌曲《我和春天有个约会》（电视剧《我和春天有个约会》歌曲）演唱：电影频道主持人郭玮、罗曼、李丹、巧筠
- 歌曲《闪光如你》 演唱：张艺兴
- 主题讲述《当年情》
- 歌曲《当年情》（电影《英雄本色》歌曲） 演唱：梁汉文
- 歌曲《风继续吹》（电影《纵横四海》歌曲）演唱：周迅
- 歌曲《朋友》（电影《龙兄虎弟》歌曲）演唱：李玟
- 歌曲《红日》（电视剧《他来自天堂》歌曲）演唱：李克勤、贺三
- 歌曲《岁月有情》（电影《黄金兄弟》歌曲）演唱：魏允熙
- 主题讲述《我们的1997》
- 特别策划：任达华·岁月如歌
- 歌曲《岁月轻狂》（电影《岁月神偷》歌曲）演唱：李治廷
- 歌曲《岁月如歌》（电视剧《冲上云霄》歌曲）演唱：胡杏儿
- 短片：文艺界名人庆祝香港回归祖国25周年：汤唯
- 歌曲《单车》演唱：檀健次
- 歌曲《星语心愿》（电影《星愿》主题曲）演唱：金池、弦子
- 歌曲《愚公移山》演唱：周笔畅
- 歌曲《风的季节》演唱：电影频道主持人映玲、金泽
- 歌曲《可惜我是水瓶座》《上善如酒》 演唱：杨千嬅

### 紫荆花开涌香江
- 歌曲《一生何求》（电视剧《义不容情》歌曲）演唱：刘涛
- 歌曲《偏偏喜欢你》演唱：海清
- 歌曲《挥着翅膀的女孩》演唱：蓝盈莹
- 歌曲《香港之夜》 演唱：电影频道主持人李丹
- 歌曲《友情岁月》（电影《古惑仔之人在江湖》歌曲）演唱：许绍洋
- 主题讲述《国家》
- 歌曲《望》演唱：周深
- 歌曲《一生有你》演唱：水木年华
- 特别策划：黄百鸣·家有喜事
- 歌曲《迷路天才》演唱：薛凯琪
- 歌曲《Stand Up》演唱：王一博
- 歌曲《越唱越强》演唱：容祖儿
- 歌曲《湾》演唱：常石磊
- 主题讲述《一起向未来》
- 尾声、歌曲《一起向未来》